# Zoran Kržišnik
Zoran Kržišnik, slovenski umetnostni zgodovinar in likovni kritik, * 26. januar 1920, Žirovnica, † 2. julij 2008, Ljubljana.
Med leti 1957 in 1986 je bil ravnatelj Moderne galerije v Ljubljani. Ob Božidarju Jakcu je bil eden ustanoviteljev in dolgoletni vodja Mednarodnega grafičnega bienala v Ljubljani. Bienale je postal pod njegovim vodstvom najbolj znana likovna prireditev v Jugoslaviji. Ustanovil je Mednarodni grafični likovni center, ki je dobil dom v tivolskem gradu. Bil je odličen poznavalec kiparstva, pisec monografij o sodobnih ustvarjalcih iz Jugoslavije, podpornik Grupe 69, menedžer. Njegova zasluga je večji prodor jugoslovanske umetnosti v Evropo in svet. Večkrat je bil organizator ali sodelavec pri predstavitvah jugoslovanske ustvarjalnosti na Beneškem bienalu.
Od ustanovitve Tabora leta 1968 do smrti leta 2008 je bil predsednik umetniškega sveta zavoda Tabor slovenskih likovnih samorastnikov in pozneje Galerije likovnih samorastnikov Trebnje.
V mladosti je bil pevec zabavne glasbe.

## Odlikovanja in nagrade
- Valvasorjeva nagrada za življenjsko delo (1971)
- Leta 1994 je prejel srebrni častni znak svobode Republike Slovenije z naslednjo utemeljitvijo: »za zasluge, dosežene na področju likovne umetnosti in pri ohranjevanju slovenske kulturne dediščine ter za prispevek k mednarodnemu uveljavljanju Slovenije na področju umetnosti«[3].